# San Mateo Atenco
San Mateo Atenco (del nàhuatl, que vol dir Lloc de l'aigua) és un municipi metropolità de l'estat de Mèxic, que forma part de l'àrea metropolitana de la ciutat de Toluca. San Mateo Atenco és el cap de municipi i principal centre de població d'aquesta municipalitat.
Aquest municipi es troba a la part nord-central de l'estat de Mèxic. Limita al nord amb els municipis de Lerma i Jilotzongo, al sud amb Tianguistenco, a l'oest amb Lerma i a l'est amb Ocoyoacac. Dista de la capital de l'estat uns trenta-vuit quilòmetres